# Ceratinopsis nigriceps
Ceratinopsis nigriceps là một loài nhện trong họ Linyphiidae.
Loài này thuộc chi Ceratinopsis. Ceratinopsis nigriceps được James Henry Emerton miêu tả năm 1882.